# Carl Ritter (Mediziner)

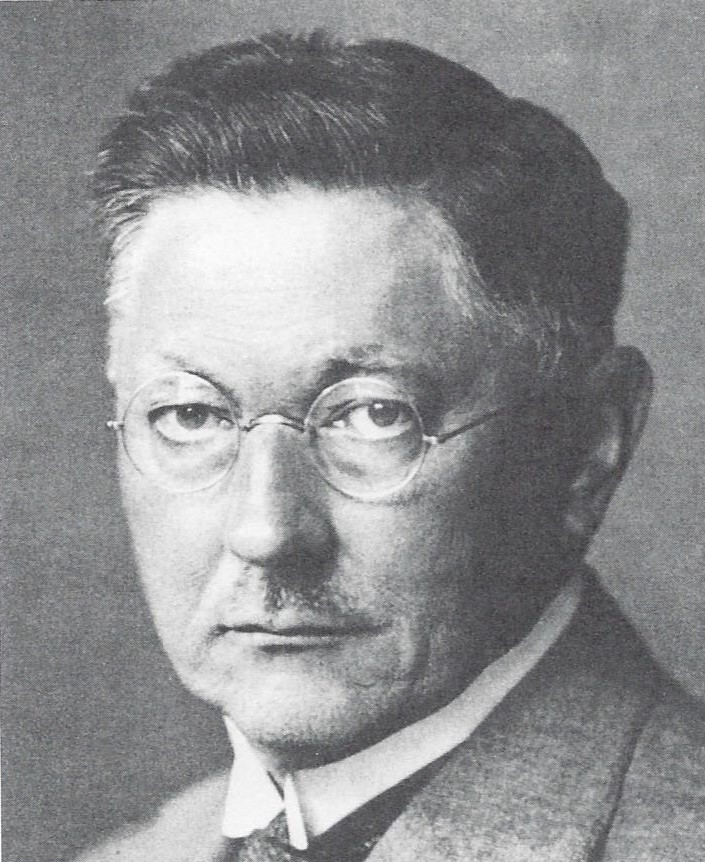
Carl Ritter

Carl Georg Ritter (* 15. April 1871 in Kiel; † 26. März 1965 in Hameln) war ein deutscher Chirurg.

## Leben
Carl Ritter war Sohn des Kieler Ophthalmologen Adolph Ritter, der 1873 mit 42 Jahren gestorben war. Carl Ritter besuchte von Ostern 1877 bis Michaelis 1890 die Kieler Gelehrtenschule. Nach dem Abitur studierte er an der Friedrich-Alexander-Universität Erlangen Medizin. Im Wintersemester 1890/91 wurde er in der Burschenschaft der Bubenreuther aktiv. Nach dem Physikum im 4. Semester diente er ein halbes Jahr beim Infanterie-Regiment „Herzog von Holstein“ (Holsteinisches) Nr. 85 in Kiel. Nach fünf klinischen Semestern an der Christian-Albrechts-Universität zu Kiel bestand er am 25. Juni 1895 die Staatsprüfung und am 6. Juli 1895 das Examen rigorosum. Seit dem 1. August 1895 Volontärassistent in der Kieler Pathologie, diente er ab dem 1. Oktober 1895 wieder bei den 85ern. Mit einer in der Pathologie geschriebenen Doktorarbeit wurde er 1896 zum Dr. med. promoviert.
1899 bei Heinrich Helferich an der Königlichen Universität zu Greifswald für Chirurgie habilitiert, war er ab 1904 Leitender Arzt der Poliklinik. Er wurde 1906 zum Professor ernannt und 1909 zum Direktor der Chirurgischen Klinik im Städtischen Krankenhaus Posen gewählt. Als sein Kollege Max Jaffé, Leiter des Jüdischen Krankenhauses in Posen, gestorben war, hielt Ritter die Gedenkrede. Nachdem er am ganzen Ersten Weltkrieg teilgenommen hatte, wurde er 1919 von den Polen aus Posen vertrieben. 17 Jahre war er Chef im Evangelischen Krankenhaus Düsseldorf. Die Medizinische Gesellschaft Düsseldorf und die Niederrheinisch-Westfälische Chirurgenvereinigung wählten ihn zum Vorsitzenden. 1939 trat er in den Ruhestand.
Nach Kriegsbeginn war er in Hameln bis in die 1950er Jahre wieder als Arzt tätig. 1945 fragte er mehrere Ordinarien, ob sie die erste Nachkriegstagung der Vereinigung Nordwestdeutscher Chirurgen leiten wollten. Wegen ihrer Vergangenheit oder der Örtlichkeiten in Verlegenheit, winkten alle ab. Mit dem Einverständnis der britischen Militärregierung richtete Ritter 1946 deshalb selbst die Tagung in Büren aus.

## Nachfahren
Zwei Söhne und ein Enkel sind ebenfalls Bubenreuther. Der jüngere Sohn Rudolf Ritter (1905–1931) starb als Assistenzarzt am Pathologischen Institut der Universität Freiburg. Der ältere, der promovierte Philologe Hans Adolf Heinrich Ritter, bekannt als: Heinz Ritter-Schaumburg (1902–1994), gründete und leitete das Pädagogische Kinderheim Dr. Ritter in Schaumburg, Weserbergland. Als Schriftsteller veröffentlichte er vor allem Jugendschriften und literaturwissenschaftliche Abhandlungen. Für seine Forschungen zum Themenkomplex Nibelungen erhielt er 1987 das Bundesverdienstkreuz und 1989 den Verdienstorden des Landes Nordrhein-Westfalen. Ein Enkel ist der Hochschullehrer Hans Martin Ritter, eine Enkelin die Schauspielerin Ilse Ritter.

## Ehrungen
- Ehrenmitglied der Vereinigung Nordwestdeutscher Chirurgen[9]